# Henry Koerner
Henry Koerner (* 28. August 1915 als Heinrich Sieghart Körner; † 4. Juli 1991) war ein in Österreich geborener amerikanischer Maler und Grafikdesigner, der vor allem für seine frühen magisch-realistischen Werke der späten 1940er Jahre und seine Porträtcover für das Time Magazine bekannt war.

## Kindheit und Jugend
Koerner wurde im Wiener Stadtteil Leopoldstadt als Sohn der nicht praktizierenden jüdischen Eltern Leo Körner (1879–1942) und Feige („Fanny“) Dwora Körner geb. Mager (1887–1942) geboren. Nach dem Besuch des Realgymnasiums Vereinsgasse erhielt er eine Ausbildung in Grafikdesign an der Höheren Graphischen Bundes-Lehr- und Versuchsanstalt (1934–1936). Im Atelier von Victor Theodor Slama entwarf er Plakate und Buchumschläge. Nach Hitlers Annexion Österreichs im Jahr 1938 floh er nach Italien (16. September über Venedig) und emigrierte 1939 mit Hilfe eines Affidavits eines Großonkels in die USA.

## Emigration

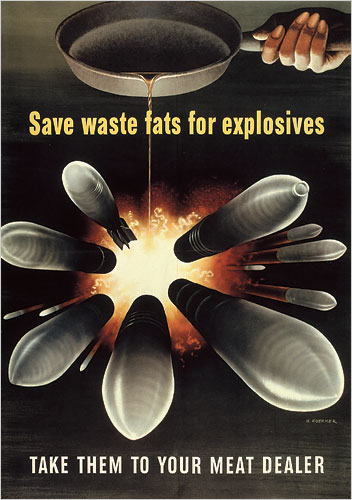
Save Waste Fats for Explosives

Er ließ sich 1939 in New York nieder und heiratete 1940 die in Wien geborene Fritzi Apfel. Er arbeitete als Werbegrafiker in den Maxwell Bauer Studios in Manhattan und erzielte erste Erfolge als Plakatkünstler. Er erhielt den ersten Preis der American Society of Control of Cancer und zwei erste Preise des National War Poster Competition.
1943 engagierte das Office of War Information Koerner in seiner Grafikabteilung in New York, wo er mit den Künstlern Ben Shahn, Bernard Perlin und David Stone Martin zusammenarbeitete. Koerners Gemälde wurden von Shahns Bildstil inspiriert, wie auch von den Fotografien von Walker Evans und deutschen Malern der Neuen Sachlichkeit (z. B. Otto Dix). Koerner malte 1944 sein Geburtshaus in Wien aus dem Gedächtnis (My Parents I, 1944). Dieses erste Gemälde ist Gegenstand des Films Das brennende Kind.
Er wurde in die US-Armee eingezogen und 1944 in die Grafikabteilung des Office of Strategic Services in Washington, DC, versetzt, wo er Kriegsplakate entwarf, darunter Save Waste Fats und Someone Talked, die vom Museum of Modern Artausgezeichnet wurden. Anschließend wurde er in London stationiert, wo er in Federzeichnungen und Fotografien den Alltag während des Krieges festhielt. Nach dem Kriegsende in Europa (8. Mai 1945) wurde Koerner nach Deutschland versetzt, arbeitete in Wiesbaden und Berlin und skizzierte Angeklagte bei den Nürnberger Prozessen.

## Magischer Realismus
Koerner wurde 1946 aus der Armee entlassen und kehrte nach Wien zurück, wo er feststellen musste, dass seine Eltern und sein Bruder (Kurt, geb. 1913) sowie alle bis auf zwei seiner Verwandten deportiert und ermordet worden waren. Fotos, die der Künstler auf dieser Reise gemacht hat, wurden posthum entdeckt und in Ausstellungen in Naples (Florida) und Columbus (Ohio) ausgestellt.
Nachdem er sich der Grafikabteilung der US-Militärregierung angeschlossen hatte, malte er in Berlin seine ersten großen Werke, darunter My Parents II (Curtis Galleries, Inc., Minneapolis), The Skin of Our Teeth (Sheldon Memorial Art Gallery, Universität von Nebraska) und Vanity Fair (Whitney Museum für amerikanische Kunst, New York). Diese Gemälde wurden 1947 mit internationaler Anerkennung in einer Einzelausstellung im Berliner Haus am Waldsee ausgestellt – die erste Ausstellung amerikanischer moderner Kunst im Nachkriegsdeutschland und die erste und für viele Jahre einzige Kunstausstellung in Deutschland zum Holocaust. Obwohl Auschwitz knapp zwei Jahre zuvor befreit worden war und die nachfolgende Generation Kunstschaffender in ihren Werken die Erforschung von Problemen des historischen Traumas, der Erinnerung und der Amnesie thematisieren würden, beklagten sich einige amerikanische Kritiker über Koerners in ihren Augen ungerechtfertigte „Bitterkeit“ und „Ich-hab-es-doch-gleich-gesagt“-Weise und rieten ihm und gleichgesinnten Kunstschaffenden, nach vorne zu schauen und nicht zurück. Im selben Jahr kehrte Koerner nach New York zurück und stellte die Berliner Werke in einer Ausstellung in den Midtown Galleries aus, die ihn bis 1964 vertrat. Life schrieb über die Ausstellung: "Seit Jahren wurde keinem neuen Künstler als Koerner ein derart plötzliches, einstimmiges Lob zuteil." Kritiker assoziierten seine Arbeit mit der anderer sogenannter magischer (oder symbolischer) Realisten wie Paul Cadmus und George Tooker.
Inspiriert von der strukturellen Logik von Giottos Fresken in der Arena-Kapelle schuf Koerner 1948/49 eine neue Serie von Gemälden – alle in demselben Maßstab und Blickwinkel und mit Schwerpunkt auf der amerikanischen Szene –, indem er fantastische Elemente in den Alltagsstoff verwob.

## Pittsburgh

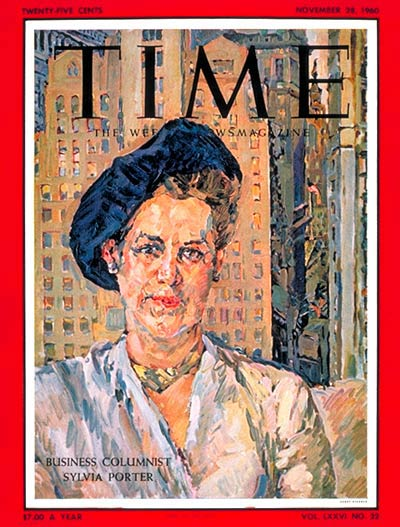
Sylvia Porter, Cover des Time-Magazine, 1960

Von 1952 bis 1953 war Koerner Artist-in-Residence am Pennsylvania College für Frauen (heute Chatham University) in Pittsburgh, Pennsylvania, wo er seine spätere zweite Frau, Joan Marlene Frasher (geb. 1932, Escanaba, Michigan) kennenlernte, eine Geigerin, die Musik am College studierte. Er ließ sich in Pittsburghs Stadtteil Squirrel Hill nieder, der ihn durch seine von Hügeln und Brücken dominierten Landschaft und seine alteingesessene jüdische Gemeinde an Wien erinnerte. Er malte Freunde, Familie und Studenten. Obwohl Koerners Bilder in Pittsburgh Bekanntheit erreichten, verblüfften sie viele Kunstkritiker, denen sie rätselhaft, komisch und oft monumental erschienen.
Von 1955 bis 1967 malte Koerner über fünfzig Porträtcover für das Time-Magazine. Weil er sich weigerte, nach Fotografien zu arbeiten, saßen alle Abgebildeten, darunter Maria Callas, John F. Kennedy, Robert F. Kennedy, Paul Getty, Jimmy Clark und Barbra Streisand, viele Stunden lang für ihre Porträts Modell, und das in den ereignisreichsten Zeiten ihres Lebens. Diese Methode verlieh den Porträts jedoch eine Unmittelbarkeit, die abzielte, Fotografien zu übertreffen, die zunehmend auf den Titelseiten von Time zu sehen waren, da sie einem immer wettbewerbsintensiveren Markt gegenüberstanden. Ab 1966 veränderten sich die amerikanischen Themen durch Koerners jährlichen Reisen nach Wien: er verschmolz die Landschaften und Menschen in Wien und Pittsburgh in seinen Bildern miteinander. Im Mittelpunkt von Koerners Schaffen standen großformatige allegorische Gemälde, die aus sechzehn Leinwänden bestanden, die in vier Viererreihen zusammengesetzt waren.
1965 wurde er als assoziiertes Mitglied in die National Academy of Design gewählt und 1967 zum ordentlichen Mitglied der Akademie ernannt.

## Späterer Stil und Tod
Koerner schuf in seiner Karriere viele tausend Werke. In den 1980er Jahren arbeitete er hauptsächlich in Aquarellfarben auf monumentalen Formaten, darunter drei riesige Gemälde mit 16 Tafeln, die auf schwerem Aquarellpapier ausgeführt wurden, das wie Leinwand über Holzrahmen gespannt war.
In den letzten zehn Jahren seines Lebens malte Koerner wieder hauptsächlich in Öl, bevorzugte ein neues quadratisches Format und vereinfachte seine Motive. In diesen Werken „verdichtet[e] Koerner seine Erfahrung als Freilichtmaler unheimlicher Ansichten.“ Das zunehmende Interesse an Emigrantenkünstlern brachte für seine Gemälde in Österreich und den USA eine neue kritische Aufmerksamkeit. Nach seinem Tod wurde sein Œuvre in einer großen Retrospektive in Wien (1997) und einer Ausstellung seiner frühen Arbeiten im Frick Art and Historical Center in Pittsburgh (2003) gezeigt. Koerners erstes Gemälde, My Parents I, spielt in Joseph Koerners Film The Burning Child aus dem Jahr 2019 eine wichtige Rolle.
Koerner starb 1991 in St. Pölten, Österreich, an den Folgen eines Unfalles mit seinem Fahrrad in der Wachau. Er ist auf dem Pittsburgher Homewood Cemetery begraben, wo auch seine Frau die letzte Ruhe fand. Sein Sohn Joseph Koerner ist Professor für Kunstgeschichte an der Harvard University und Dokumentarfilmer. Seine Tochter Stephanie Koerner ist Dozentin an der School of Architecture der Liverpool University.
An der Yale University wurde ein Zentrum für emeritierte Lehrende nach ihm benannt.
Seit 2019 trägt ein Berliner Studierendenheim seinen Namen.

## Einzelausstellungen (Auswahl)
- Ausstellung Henry Koerner U.S.A. Gemälde und Graphik. Haus am Waldsee, Berlin. 1947.
- Henry Koerner. Midtown Galleries, New York, NY. 1948.
- Retrospective Exhibition of the Work of Henry Koerner. Pennsylvania College for Women, Pittsburgh, PA. 1952.
- Henry Koerner. Exhibition of Paintings and Drawings. M. H. de Young Memorial Museum, San Francisco, CA. 1953.
- Henry Koerner. Hammer Galleries, New York, NY. 1964.
- Henry Koerner Retrospective Exhibition. Westmoreland Museum of American Art, Greensburg, PA. 1971.
- Henry Koerner. Concept Art Gallery, New York, Ny. 1981.
- Henry Koerner, From Vienna to Pittsburgh: The Art of Henry Koerner. Carnegie Museum of Art, Pittsburgh, PA. 1983.
- Unheimliche Heimat—Henry Koerner 1915–1991. Österreichische Galerie Belvedere, Vienna. 1997.
- The Early Work of Henry Koerner. The Frick Pittsburgh, Pittsburgh, PA. 2003.
- Henry Koerner's Pittsburgh. Chatham University, Pittsburgh, PA. 2009.
- Henry Koerner: The Real and Imagined. The Von Liebig Art Center, Naples, FL. 2010–2011.
- Real Portraits: Time Covers by Henry Koerner. Yale University. 2015.